# 脊颌蛇属
脊颌蛇属（学名：Xenophidion）为脊颌蛇科的一个属。

## 下属物种
本属包括以下物种：
- Xenophidion acanthognathus Günther & Manthey, 1995[2]
- Xenophidion schaeferi Günther & Manthey, 1995[3]